# Albert Closas i Solà
Albert Closas i Solà és un periodista català, presentador i director del programa econòmic Valor afegit, emès al 33 des del 21 de gener de 2003.
Llicenciat en Ciències de la Informació el 1981, inicialment va treballar en els diaris catalans Cataluña Express, Mundo Diario, El Noticiero Universal i Hoy. Des del 1988 treballa a TV3, on ha exercit de redactor en cap de l'Àrea d'Economia, de sotsdirector d'Informatius i de subdirector d'informatius no diaris. Closas va deixar temporalment el programa d'economia del 33 per presentar i codirigir La nit al dia, en substitució de Mònica Terribas, durant un curt període del 2008, des del 12 de maig fins al 20 de juny, dia en què se'n va emetre l'últim programa. El 2012 el programa Valor afegit, que dirigeix i presenta des del 2003, va rebre el Premi Nacional de comunicació científica, que atorga Fundació Institució Catalana de Suport a la Recerca. També va conduir a TV3 i el 3/24 L'entrevista de l'estiu de 2013, on feia una entrevista diària.